# Polina Gagarinová
Polina Sergejevna Gagarinová (Поли́на Серге́евна Гага́рина, * 27. března 1987 Moskva) je ruská zpěvačka pop music a skladatelka. Dětství prožila v Řecku, kde její matka působila jako baletka. V roce 2003 zvítězila v pěvecké soutěži Továrna hvězd. Je absolventkou školy Moskevského uměleckého akademického divadla, hrála hlavní ženskou roli ve filmové komedii Одной левой, působí také v dabingu. S písní A Milion Voices se zúčastnila soutěže Eurovision Song Contest 2015 a obsadila druhé místo. V roce 2016 vyhrála Cenu Muz-TV v kategorii zpěvaček. Byla porotkyní talentové soutěže Hlas na ruské televizi První kanál. Spolu s rapperem Jegorem Kreedem nahrála skladbu „Komanda 2018“, oficiální píseň mistrovství světa ve fotbale 2018. Jejím prvním manželem byl herec Pjotr Kislov, druhým manželem je fotograf Dmitrij Ischakov. Má syna a dceru.

## Diskografie
- 2007: Попроси у облаков
- 2010: О себе
- 2016: 9